# ماری دوک بیدل
ماری لیلیان دوک بیدل (Mary Lillian Duke Biddle) (زادهٔ ۱۶ نوامبر ۱۸۸۷ – درگذشتهٔ ۱۴ ژوئن ۱۹۶۰)، نوع‌دوست آمریکایی بود.

## اوایل زندگی

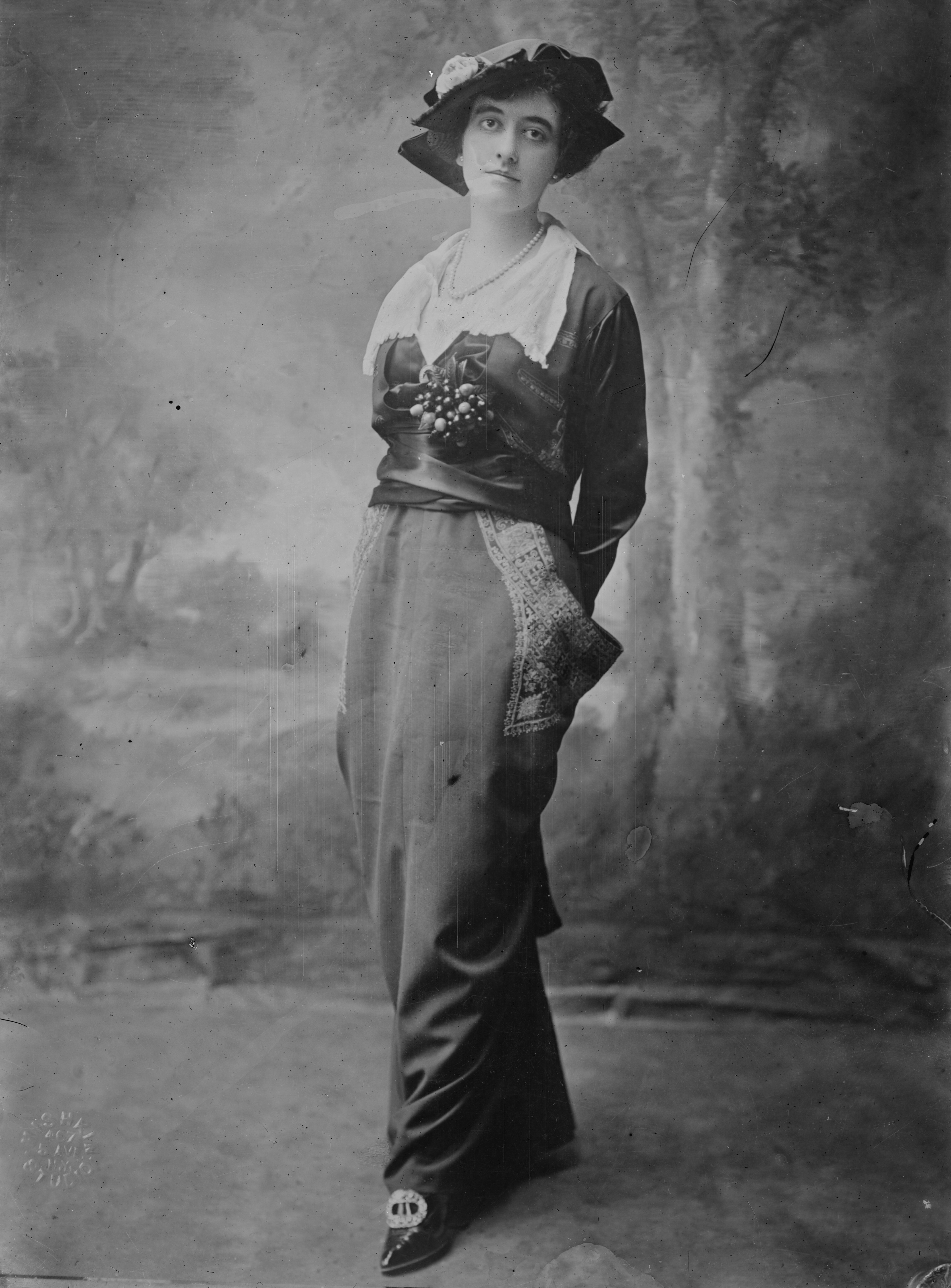
ماری لیلیان دوک بیدل

او در ۱۶ نوامبر ۱۸۸۷ با نام ماری لیلیان دوک در دورهام، کارولینای شمالی چشم به جهان گشود. نام پدرش بنجامین نیوتون دوک بود. ماری در کالج ترینیتی دورهام تحصیل کرد. کالجی که بعدها به افتخار خانوادهٔ او به دانشگاه دوک تغییر نام داد. در سال ۱۹۰۷، ماری در رشتهٔ ادبیات انگلیسی فارغ‌التحصیل شد. ماری از علاقه‌مندان پروپاقرص هنر بود و اغلب به‌همراه خانواده‌اش برای تماشای تئاتر و اپرا به نیویورک سفر می‌کرد. او بعدها موسیقی‌دان و خواننده‌ای موفقی شد. ماری در سال ۱۹۱۲ با شاهزاده لودویک پیگناتلی دآراگون، نجیب‌زادهٔ ایتالیایی، نامزد شد که البته پس از منتفی‌شدن ازدواج، سعی کرد خودکشی کند.
حدود سال ۱۹۱۸، خانهٔ شهری آجر و آهکی پدرش در بلوار پنجم و خیابان هشتاد و دوم که سبک معماری هنرهای زیبا را داشت، به وی واگذار شد. این خانه که یکی از پنج عمارت باقی‌مانده در بلوار پنجم است، در سال ۱۹۰۱ ساخته شده و امروزه به نام خانهٔ بنجامین اِن. دوک شناخته می‌شود.

## ازدواج و زندگی پسین
زندگی مشترک او با آنتونی جوزف درکسل بیدل جونیور که در سال ۱۹۱۵ آغاز شده بود، در سال ۱۹۳۱ با جدایی به پایان رسید. نام فرزندان آنان، ماری دوک بیدل ترنت سمنس و نیکلاس بنجامین دوک بیدل بود.
او و همسرش صاحب ملکی به نام «لیندن کورت» در تاری‌تاون، نیویورک بودند که در سال ۱۹۲۱ از خانوادهٔ ویلیام آر. هریس خریده بودند. این بنا هنوز هم به‌عنوان مرکز کنفرانس و املاک تاری‌تاون هاوس پابرجاست.
در سال ۱۹۵۶، ماری بنیاد ماری دوک بیدل را بنیان نهاد. این بنیاد از زمان تأسیس تا امروز، بیش از ۲۸ میلیون دلار به سازمان-های غیرانتفاعی اهدا کرده‌است.
بنیاد به نورمن دلو جویو، آهنگساز آمریکایی، سفارش نوشتن و ساخت قطعه‌ای به نام انواع آهنگ قرون وسطا را بر اساس ملودی این دولچی جوبیلو برای گروه موسیقی دانشگاه دوک و رهبر ارکسترش داد. این قطعه نخستین‌بار در ۱۰ آوریل ۱۹۶۳ اجرا شد.
املاک ماری دوک بیدل در دورهام، کالیفرنیای شمالی از سال ۱۹۳۵ تا زمان مرگش، محل سکونت او بود. این املاک در سال ۲۰۱۳ وارد فهرست ثبت ملی اماکن تاریخی شد.